# Lenvatinib
Lenvatinib ist ein Tyrosinkinase-Inhibitor, der als Arzneistoff zur Behandlung verschiedener Krebserkrankungen verwendet wird.

## Anwendungsgebiete
Lenvatinib wird bei verschiedenen Krebserkrankungen eingesetzt, wobei die Anwendungsgebiete zulassungsbedingt abhängig sind von den jeweiligen Präparaten. Unter dem Präparatenamen Kisplyx (Hartkapseln zu 4 mg und 10 mg) wird Lenvatinib bei fortgeschrittenem Nierenzellkarzinom eingesetzt, als Erstlinientherapie in Kombination mit Pembrolizumab sowie in Kombination mit Everolimus nach einer gegen VEGF gerichteten vorangegangenen Behandlung. Als Lenvima (Hartkapseln zu 4 mg und 10 mg) kommt es in Monotherapie bei differenziertem Schilddrüsenkarzinom (lokal fortgeschritten oder metastasiert) und inoperablem hepatozellulärem Karzinom ohne vorangegangene systemische Therapie zum Einsatz. Weiterhin wird das Präparat angewandt bei fortgeschrittenem oder rezidivierendem Endometriumkarzinom in Kombination mit Pembrolizumab (während oder nach Platin-basierter Chemotherapie, wenn eine chirurgische kurative Therapie oder Bestrahlung nicht infrage kommen).

## Wirkmechanismus
Bei Lenvatinib handelt es sich um einen Multikinase-Inhibitor, also einen Wirkstoff, der verschiedene Tyrosinkinasen hemmt. Dadurch werden Signalwege gestört oder unterbrochen, die an der Zellteilung und dem Tumorwachstum beteiligt sind. Im Detail handelt es sich bei den Targets um:
- Rezeptoren des vaskulären Endothelwachstumsfaktors (VEGF)
  - Rezeptor VEGFR1 (FLT1)
  - Rezeptor VEGFR2 (KDR)
  - Rezeptor VEGFR3 (FLT4)
- Rezeptoren des Fibroblasten-Wachstumsfaktors (FGF)
  - Rezeptor FGFR1
  - Rezeptor FGFR2
  - Rezeptor FGFR3
  - Rezeptor FGFR4
- Rezeptor PDGFRα
- Blutplättchen-Wachstumsfaktor (PDGF)
- Rezeptor KIT
- Rezeptor RET

Die Kombination von Lenvatinib und Everolimus führt zu einer verstärkten Hemmung der Gefäßneubildung und einer verstärkten Antitumor-Aktivität, verglichen mit den beiden Wirkstoffen alleine.

## Pharmakokinetik
Lenvatinib ist peroral bioverfügbar, kann also nach der Magenpassage über die Darmschleimhaut in den Blutkreislauf aufgenommen werden. Die Aufnahme erfolgt zügig, maximale Plasmaspiegel (tmax) werden nach 1 bis 4 Stunden erreicht. Bei Aufnahme zur Mahlzeit verzögert sich tmax um etwa 2 Stunden. Die Bioverfügbarkeit wird mit circa 85 Prozent angegeben. Die Halbwertszeit beträgt etwa 28 Stunden. Der Abbau erfolgt durch Cytochrom P450-Enzyme (CYP3A4), jedoch deuten in-vivo-Studien darauf hin, dass auch weitere Stoffwechselwege einen starken Anteil am Abbau der Substanz haben (Oxidation durch Aldehydoxidase, Glutathion-Konjugation, Hydrolyse). Dies hat zur Folge, dass Induktoren und Hemmstoffe von CYP3A4 nur einen geringen Einfluss auf die Kinetik von Lenvatinib haben.

## Nebenwirkungen
Häufige Nebenwirkungen sind Diarrhoe (80,6 %), Hypertonie (70,1 %), Müdigkeit (59,7 %), Appetitverlust (53,7 %), Gewichtsverlust (52,6 %), Erbrechen (48,4 %), Übelkeit (45,2 %), Proteinurie (38,9 %), Stomatitis (36,9 %), Kopfschmerzen (35,8 %), Dysphonie (35,6 %), palmar-plantares Erythrodysästhesie-Syndrom (PPE, Hand-Fuß-Syndrom) (34,1 %), peripheres Ödem (33,9 %) und Hypercholesterinämie (30,6 %).
Schwerwiegende Nebenwirkungen umfassen Niereninsuffizienz und Nierenfunktionsstörungen (11,3 %), arterielle Thromboembolien (3,9 %), Herzinsuffizienz (1,6 %), intrazerebrale Blutung (1,6 %), intrakraniale Tumorblutungen (0,7 %), posteriores reversibles Enzephalopathie-Syndrom (PRES / RPLS, 0,2 %) und Leberversagen (0,2 %). Weiterhin kann es zu einer QT-Zeit-Verlängerung kommen.

## Interaktionen
Die Induktion von CYP3A4 oder P-gp in den Schleimhäuten des Verdauungstrakts kann nicht ausgeschlossen werden. CYP3A4-Substrate mit enger therapeutischer Breite (zum Beispiel Astemizol, Terfenadin, Cisaprid, Pimozid, Chinidin, Bepridil, Ergotamin oder Dihydroergotamin) sind bei Patienten, die mit Lenvatinib behandelt werden, mit Vorsicht anzuwenden. Da nicht bekannt ist, ob Lenvatinib die Wirkung oraler Verhütungsmittel beeinflusst, müssen Frauen zusätzlich eine wirksame Methode zur Empfängnisverhütung anwenden.
Moderate Wechselwirkungen sind zwischen Carbimazol und Lenvatinib zu erwarten. Bei zwingend erforderlicher Kombination ist auf Anzeichen verstärkter Hämato-, Hepato- und Nephrotoxizität und Anzeichen einer Agranulozytose zu achten. Lenvatinib kann Wirksamkeit von Carbimazol herab setzen.

## Pharmazeutische Angaben
Lenvatinib wird in Form von Hartkapseln vertrieben. Falls erforderlich, ist die Anwendung als Suspension möglich, wobei die ganze Kapsel in Wasser, Apfelsaft oder Milch aufgelöst und getrunken wird. Die Anwendung über eine Ernährungssonde als Suspension in Wasser ist möglich.